# Shōchiku

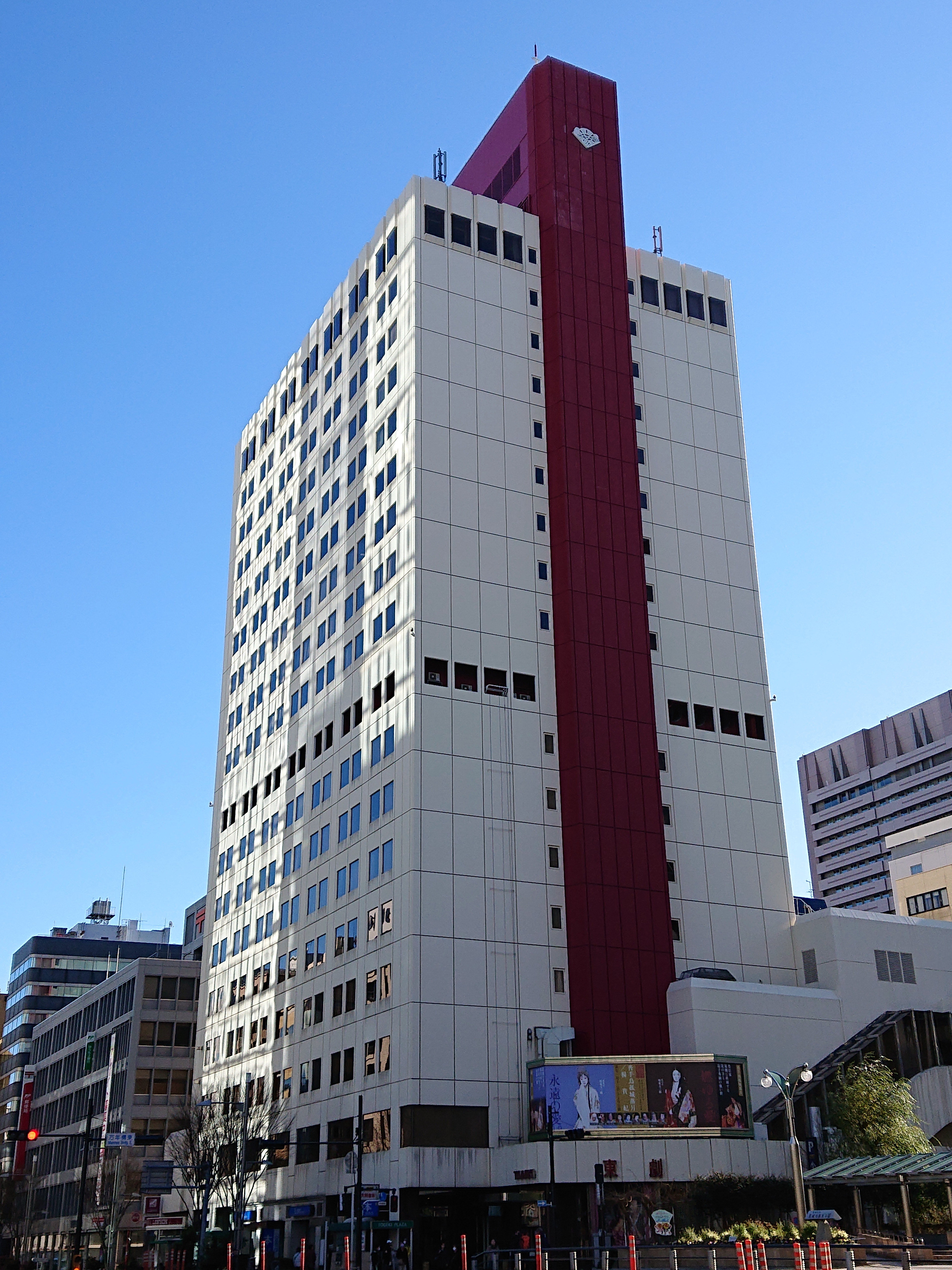
Hauptsitz von Shōchiku in Tokio

Shōchiku K.K. (japanisch 松竹株式会社, Shōchiku Kabushiki kaisha) ist eine japanische Filmgesellschaft, die im Jahr 1902 von den Brüdern Ōtani Takejirō und Matsujirō gegründet wurde, wobei zunächst Kabuki-Stücke produziert wurden.

## Übersicht
Shōchiku begann in den 1920er-Jahren Filme zu produzieren, für die man eine Tochtergesellschaft „Shōchiku Kinema Co“ gründete. Zunächst orientierte man sich an der amerikanischen Filmindustrie und brachte zahlreiche Neuerungen nach Japan. 1937 nahm das Unternehmen den gegenwärtigen Namen an.
Entsprechend seiner Philosophie, auf künstlerisch wertvolle, progressive Filme zu setzen, nahm Shōchiku eine Vorreiterrolle bei der Durchsetzung eines neuen Stils von Filmen ein. So wurde 1921 in Rojō no Reikon (路上の霊魂) von Murata Minoru (1894–1937) erstmals eine weibliche Hauptrolle von einer Frau gespielt und nicht von einem männlichen Schauspieler (Onnagata).
Heute produziert Shōchiku beispielsweise die populären Filme von Takeshi Kitano. Shōchiku produzierte auch den weltweit bekannten Regisseur Yasujirō Ozu.